# Leptochiton pseudogloriosus
Leptochiton pseudogloriosus is een keverslakkensoort uit de familie van de Leptochitonidae. De wetenschappelijke naam van de soort is voor het eerst geldig gepubliceerd in 1991 door Strack.